# Anabolic Frolic
 (novembre 2022).
Anabolic Frolic, aussi connu sous le surnom Chris Frolic, de son vrai nom Chris Samojlenko (né en 1974), est un DJ canadien de happy hardcore, originaire d'Ottawa. Il est principalement connu pour avoir mixé la série des compilations musicales Happy 2b Hardcore et pour avoir fait la promotion des festivals Hullabaloo! à Toronto, en Ontario,. Il est considéré par les fans et critiques comme le principal pilier de la scène happy hardcore nord-américaine.

## Biographie
Chris Samojlenko est originaire d'Ottawa, au Canada. Il est élevé par sa grand-mère. Il s'intéresse très tôt au happy hardcore grâce aux importations des cassettes audio venues du Royaume-Uni et vendues dans un petit magasin appelé X-static, qui a définitivement fermé en 1995. Il se forme lui-même comme disc jockey grâce à une table de mixage qu'il a acheté pour 100 $.
À 21 ans, Samojlenko s'investit dans la musique et fonde un petit netlabel, Nokturnal Records, spécialisé dans la vente et l'importation de vinyles sur Internet,. En 1996, il emménage dans un petit studio où il sera contraint de dormir à même le sol jusqu'à ce qu'il perce comme disc jockey. Plus tard, il est repéré et signé par Steve Levy, codirigeant du label discographique Moonshine Records.
Le 21 janvier 1997, il fait paraître le tout premier album de la future série de compilations nord-américaines à succès Happy 2b Hardcore au label Moonshine. Ce premier opus est suivi d'un second le 9 septembre 1997, toujours au label Moonshine. Avant ça, il participe au premier event Hullabaloo! en été 1997. Pour lui, la scène des raves est une nouvelle alternative aux boîtes de nuit. Le 20 avril 1999, il fait paraître le troisième chapitre de Happy 2b Hardcore,. Ces cinq premiers volumes se sont vendus à plus de 200 000 exemplaires.
Samojlenko fait paraître les quatrième et cinquième chapitres de la série Happy 2b Hardcore. Au total, huit compilations sont parues et distribuées par Frolic. Par la suite, il participe à une émission de radio nommée HappyHourRadio qui cessera fin 2004/début 2005 ; le dernier event Hullabaloo! s'est déroulé, quant à lui, en 2007 (One More Group Hug)[source secondaire souhaitée]. En 2012, pour marquer le quinzième anniversaire de Hullabaloo, l'event de 1997, intitulé The Rave Experience est gratuitement posté en-ligne[source secondaire souhaitée]. Au total, les disques de la série Happy 2b Hardcore se vendent à près de 400 000 exemplaires.
Après sa carrière de DJ, il se forme à l'hypnose et lance le site StealthSeminar.com. En 2019, il publie le livre Requiem for My Rave: The Story of Anabolic Frolic, Happy Hardcore and Hullabaloo! qui revient sur sa carrière, ainsi que sur la montée en puissance puis la chute des raves au Canada.

## Vie privée
Chris fait ensuite la rencontre de Robin Grainer en 1997, une fan originaire du sud de la Californie qui deviendra son épouse[réf. nécessaire]. En 2000, Samojlenko est renvoyé des États-Unis à cause de problème de violation liées à son passeport, mais ce renvoi n'aura duré qu'à peine trois ans. À cette époque, sa fiancée avait également des problèmes avec son séjour au Canada[réf. nécessaire].

## Publications
- (en) Chris Frolic, Requiem For My Rave: The Story of Anabolic Frolic, Happy Hardcore, and Hullabaloo!, Chris Frolic Group Inc., 15 août 2019 (ISBN 978-1999208301)
- (en) Chris Frolic, Unorthodox Success, Secret Shame: How I Stopped Feeling Like the World's Biggest Fake and Found Peace in Being Me, 27 juillet 2021